# Nedašov
Nedašov là một làng thuộc huyện Zlín, vùng Zlínský, Cộng hòa Séc.